# Gerhard Fouquet

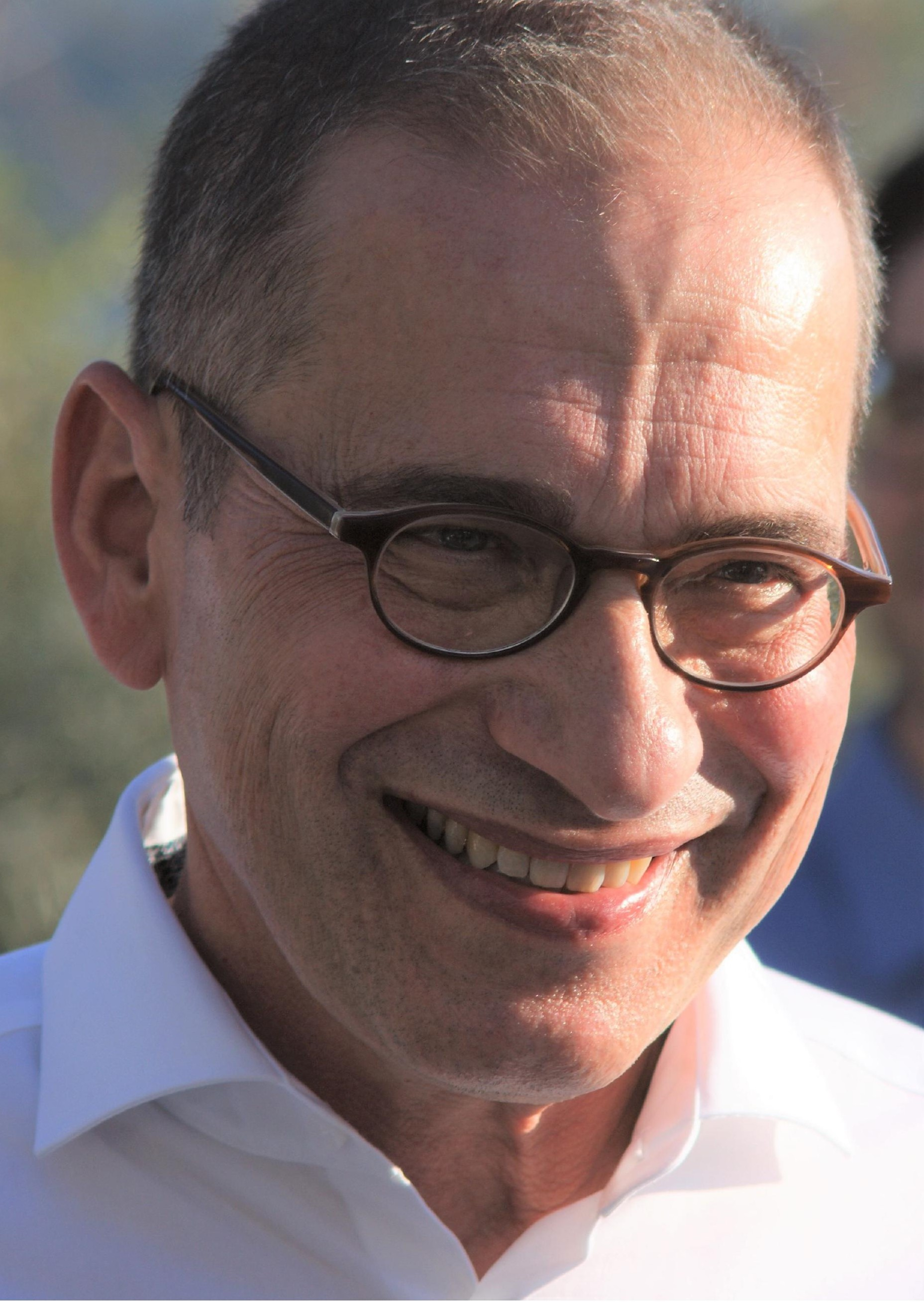
Gerhard Fouquet, aufgenommen von Werner Maleczek im Jahr 2018.

Gerhard Fouquet (* 22. November 1952 in Ludwigshafen am Rhein) ist ein deutscher Historiker, der sich auf das Spätmittelalter spezialisiert hat. Er lehrte von 1996 bis 2018 als Professor für Wirtschafts- und Sozialgeschichte an der Universität Kiel, deren Präsident er von 2008 bis 2014 war.

## Leben und Wirken
Gerhard Fouquet studierte Geschichte, Germanistik und Chemie an den Universitäten Saarbrücken, Gießen und Mannheim. Er wurde 1985 an der Universität Siegen bei Ulf Dirlmeier mit einer Arbeit über das Domkapitel Speyer im späten Mittelalter promoviert. Von 1980 bis Ende 1981 war er wissenschaftlicher Mitarbeiter am Generallandesarchiv Karlsruhe. Von 1981 bis 1996 war er zunächst als wissenschaftlicher Mitarbeiter, dann als Assistent und zuletzt als Akademischer Rat an der Universität Siegen beschäftigt. Im Jahr 1994 erfolgte seine Habilitation mit einer Studie über die kommunalen Baubetriebe des Spätmittelalters. 1994/95 hatte er eine Lehrstuhlvertretung an der Universität Mainz. Im Jahr 1996 übernahm er als Nachfolger von Werner Paravicini den Lehrstuhl für Sozial- und Wirtschaftsgeschichte an der Universität Kiel. Im Jahre 2002 lehnte er einen Ruf an die Westfälische Wilhelms-Universität Münster ab. Er trat zum 1. Oktober 2018 in den Ruhestand und wurde gleichzeitig zum Seniorprofessor für fünf Jahre ernannt. Zu seinen akademischen Schülern gehört Gabriel Zeilinger.
Im Jahr 2005 wurde er Prorektor. Vom 1. Juni 2008 bis zum 31. Mai 2014 war er Präsident der Christian-Albrechts-Universität zu Kiel. Seit 2008 ist er zudem der Vertreter der Bundesrepublik Deutschland in der Internationalen Kommission für Städtegeschichte und Vorstandsvorsitzender der Bürgerstiftung Schleswig-Holsteinische Gedenkstätten (bis 2023). Außerdem ist er Vorsitzender der Kommission Residenzstädte im Alten Reich (1300–1800) in der Göttinger Akademie der Wissenschaften. Fouquet ist Ordentliches Mitglied der Akademie der Wissenschaften in Hamburg (seit 2008) und der Historischen Kommission bei der Bayerischen Akademie der Wissenschaften (seit 2014) sowie korrespondierendes Mitglied der Kommission für geschichtliche Landeskunde in Baden-Württemberg. Er ist Mitglied der Zentraldirektion der Monumenta Germaniae Historica, des Konstanzer Arbeitskreises für mittelalterliche Geschichte, des Verbandes der Historikerinnen und Historiker Deutschlands (bis 2008 als Schatzmeister), der Gesellschaft für mittelrheinische Kirchengeschichte, des Historischen Vereins der Pfalz, der Pfälzischen Gesellschaft zur Förderung der Wissenschaften, des Hansischen Geschichtsvereins und des Vereins für Lübeckische Geschichte und Altertumskunde. Im Oktober 2013 wurde ihm die Ehrendoktorwürde der Dalhousie University in Halifax, Kanada verliehen. Er wurde 2013 Vorsitzender des Vereins zur Förderung der Musik in der Bordesholmer Klosterkirche. Ihm wurde 2014 der Verdienstorden des Landes Schleswig-Holstein verliehen. Fouquet wurde 2021 als korrespondierendes Mitglied in die Akademie der Wissenschaften zu Göttingen gewählt. 2024 zeichnete ihn der Bundespräsident mit dem Verdienstkreuz am Bande aus.
Sein hauptsächliches Arbeitsgebiet stellt die Sozial- und Wirtschaftsgeschichte des Spätmittelalters dar. Schwerpunkte sind die Sozialgeschichte der mittelalterlichen Kirche, die Verfassungs- und Wirtschaftsgeschichte der deutschen Fürstentümer, die Kultur von Stadtbürgertum und Adel, die Sozialgeschichte der Arbeit sowie die Umweltgeschichte. Fouquet ist Mitherausgeber der international renommierten Vierteljahrschrift für Sozial- und Wirtschaftsgeschichte und des Jahrbuchs für Regionalgeschichte. In seiner Dissertation hat er die Rolle des Speyrer Domkapitels „als Stätte der Begegnung zwischen Kirche und Welt“ analysiert. Er legte 2007 eine Edition des Berichts eines Anonymus aus dem Niederadel von einer Reise im Jahr 1494 in das Heilige Land vor. Dieser war vom 2. Mai bis 16. November 1494 unterwegs, davon 29 Tage im Heiligen Land und 13 Tage in Jerusalem. Mit Harm von Seggern und Hans-Jörg Gilomen gab er 2007 die Beiträge des Historikertags 2004 in der Sektion „Raum und Finanzen in der Stadt“ heraus. Gefragt wurde darin nach dem Einfluss räumlicher Verbindungen auf die Finanzwirtschaft von Städten im Spätmittelalter und welche „über die Stadt hinausweisenden Beziehungen“ im Finanzhandeln des Rats sichtbar wurden. Mit Hans-Jörg Gilomen organisierte er 2008 eine Tagung des Konstanzer Arbeitskreises für mittelalterliche Geschichte zum Thema Netzwerke im europäischen Handel des Mittelalters. Die 14 Beiträge wurden 2010 herausgegeben. Mit Enno Bünz organisierte er 2009 eine Frühjahrstagung des Konstanzer Arbeitskreises für mittelalterliche Geschichte über „Die Pfarrei im späten Mittelalter“. Die 2013 in einem Sammelband veröffentlichten Beiträge konzentrieren sich auf die spätmittelalterliche Pfarrei im deutschsprachigen Raum.
Zu seinem 60. Geburtstag erschien 2012 die von Harm von Seggern und Gabriel Zeilinger herausgegebene Festschrift „Es geht um die Menschen“. Beiträge zur Wirtschafts- und Sozialgeschichte des Mittelalters für Gerhard Fouquet zum 60. Geburtstag.

## Schriften (Auswahl)
Monographien
- Das Speyerer Domkapitel im späten Mittelalter (ca. 1350–1540). Adlige Freundschaft, fürstliche Patronage und päpstliche Klientel (= Quellen und Abhandlungen zur mittelrheinischen Kirchengeschichte. Band 57). 2 Bände. Mainz 1987.
- Bauen für die Stadt. Finanzen, Organisation und Arbeit in kommunalen Baubetrieben des Spätmittelalters (= Städteforschung. Veröffentlichungen des Instituts für Vergleichende Städtegeschichte in Münster. Band 48). Köln u. a. 1999, ISBN 3-412-09598-2.
- mit Ulf Dirlmeier, Bernd Fuhrmann: Europa im Spätmittelalter 1215–1378 (= Oldenbourg Grundriss der Geschichte. Band 8). München 2003, ISBN 3-486-49721-9.
- mit Rolf Drechsel: Dannstadt und Schauernheim. Zur Geschichte bäuerlicher Gemeinden in der Pfalz. Band 1: Die Geschichte Dannstadts und Schauernheims von den Anfängen bis zum Dreißigjährigen Krieg. Speyer 1989.
- mit Ingo Dierck: Dannstadt und Schauernheim. Zur Geschichte bäuerlicher Gemeinden in der Pfalz. Band 2: Die Geschichte Dannstadts und Schauernheims von der Wiederbesiedelung 1650 bis zur Franzosenzeit. Dannstadt-Schauernheim 2006.
- mit Gabriel Zeilinger: Katastrophen im Spätmittelalter (= Wissen verbindet). Wissenschaftliche Buchgesellschaft, Darmstadt 2011, ISBN 978-3-534-24699-1.
- Die geliehene Zeit eines Königs. Der „arme“ Ruprecht und die Reichsfinanzen (1400–1410) (= Schriftenreihe der Historischen Kommission bei der Bayerischen Akademie der Wissenschaften. Band 110). Vandenhoeck & Ruprecht, Göttingen 2022, ISBN 978-3-525-36860-2 (online).

Quelleneditionen
- Die Reise eines niederadligen Anonymus ins Heilige Land im Jahre 1494 (= Kieler Werkstücke. Reihe E, Band 5). Peter Lang, Frankfurt am Main u. a. 2007, ISBN 978-3-631-56777-7.
- Das Seelbuch des Dominikanerinnenklosters St. Lambrecht (= Schriften des Diözesanarchivs Speyer. Band 12). Speyer 1990.

Herausgeberschaften
- mit Sven Rabeler: Ökonomische Glaubensfragen. Strukturen und Praktiken jüdischen und christlichen Kleinkredits im Spätmittelalter (= Vierteljahrschrift für Sozial- und Wirtschaftsgeschichte. Beihefte. Band 242). Steiner, Stuttgart 2018, ISBN 978-3-515-12225-2.
- mit Enno Bünz: Die Pfarrei im späten Mittelalter (= Vorträge und Forschungen. Band 77). Thorbecke, Ostfildern 2013, ISBN 978-3-7995-6877-7 (online).
- mit Harm von Seggern, Hans-Jörg Gilomen: Städtische Finanzwirtschaft am Übergang vom Mittelalter zur Frühen Neuzeit (= Kieler Werkstücke, Reihe E: Beiträge zur Sozial- und Wirtschaftsgeschichte. Band 4). Lang, Frankfurt am Main u. a. 2007, ISBN 978-3-631-56253-6.
- mit Hans-Jörg Gilomen: Netzwerke im europäischen Handel des Mittelalters (= Vorträge und Forschungen. Band 72). Thorbecke, Ostfildern 2010, ISBN 3-7995-6872-7 (online).
- mit Gabriel Zeilinger: Die Urbanisierung Europas von der Antike bis in die Moderne (= Kieler Werkstücke. Reihe E, Band 7). Lang, Frankfurt am Main u. a. 2009, ISBN 978-3-631-57881-0.